# Erin Cuthbert
Erin Cuthbert, född den 19 juli 1998, är en skotsk fotbollsspelare som spelar för den engelska klubben Chelsea LFC i FA Women's Super League. Tidigare har hon representerat skotska Glasgow City FC.
Cuthbert ingick i Skottlands lag under EM i Nederländerna 2017 och gjorde i matchen mot Portugal Skottlands första mål någonsin i ett stort mästerskap. Hon var också med i VM i Frankrike 2019.